# Impresa familiare
L'impresa familiare è un istituto giuridico nell'ordinamento italiano, disciplinato dall'art. 230 bis del codice civile. Esso regola i rapporti che nascono in seno ad una impresa ogni qualvolta un familiare dell'imprenditore presti la sua opera in maniera continuativa nella famiglia o nella stessa impresa.
L'impresa familiare riceve per la prima volta tutela nel 1975 con la riforma del diritto di famiglia. L'esigenza sottesa alla creazione di tale istituto era di tutela nei confronti di quei familiari che pur lavorando all'interno di una impresa familiare non erano protetti nei confronti dell'imprenditore. Situazione iniqua che trovava larga applicazione nel mondo della piccola impresa italiana, in cui spesso il padre assumeva la qualifica di imprenditore, e la moglie ed i figli non ricevevano nulla in cambio del proprio lavoro.
Numerose ricerche hanno dimostrato un alto tasso di mortalità dell'impresa familiare legato al passaggio generazionale. In altre parole il subentrare a livello gestionale, degli eredi del fondatore sembra essere un fattore di rischio per la sopravvivenza dell'azienda.

## Natura giuridica
È vivacemente discusso in seno alla dottrina italiana il problema della natura giuridica dell'impresa familiare. Le tesi maggiormente sostenute sono quelle che, rispettivamente, vedono nell'impresa familiare una ipotesi di impresa collettiva o di un'impresa individuale.
I sostenitori della prima teoria ritengono che tutti i componenti familiari che prestano la loro opera all'interno dell'impresa assumano la responsabilità collettiva nei confronti dei terzi, e acquistano la qualità di co-imprenditori.
All'opposto, i sostenitori della teoria dell'impresa individuale ritengono che nell'impresa familiare sia imprenditore solo colui al quale spetta per legge tale qualifica. Solo quest'ultimo sarà responsabile con il proprio patrimonio dell'adempimento delle obbligazioni assunte dall'impresa, e solo questi sarà soggetto a fallimento in caso di insolvenza.

## Componenti dell'impresa familiare

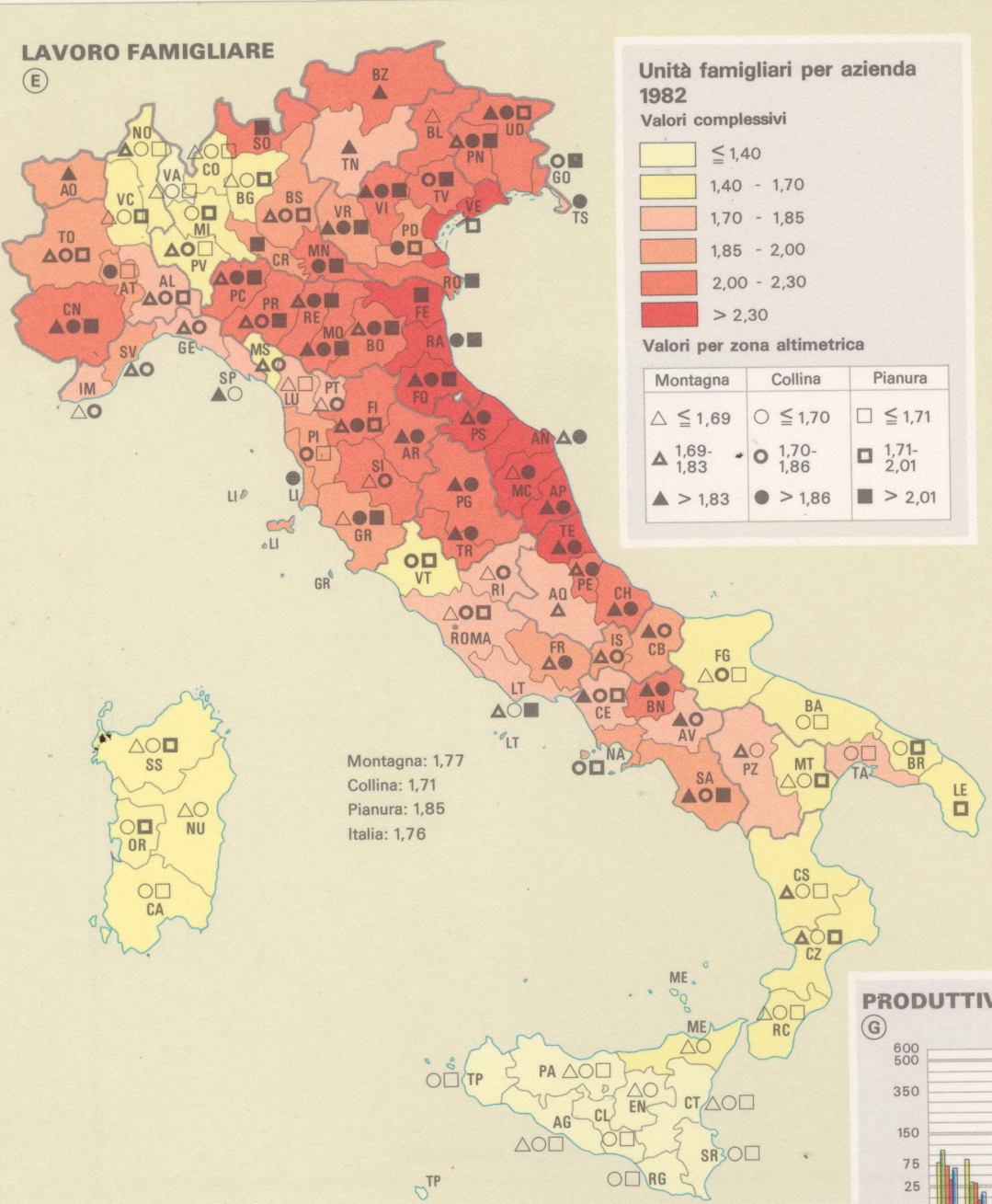
Diffusione del lavoro famigliare in agricoltura in Italia nel 1990

L'impresa familiare è costituita dall'imprenditore che di regola è il fondatore e al quale spettano tutti gli atti di ordinaria gestione, dal coniuge (per il quale si tratterà di una prestazione e non di una cogestione unitamente all'altro coniuge imprenditore), dai parenti entro il 3º grado e dagli affini entro il 2º grado. Dell'impresa inoltre possono far parte i figli adottivi e naturali.
Il rapporto familiare deve persistere durante tutto l'arco della vicenda cosicché il divorzio e le invalidità matrimoniali sono motivo di scioglimento ma non la separazione legale che in quanto tale non fa venir meno il vincolo familiare. Dal punto di vista del lavoro la prestazione deve essere non saltuaria ma non necessariamente a tempo pieno, salvo diverso accordo (es. subordinato ex art 2094 cc o societario). Le mansioni possono essere le più varie. 
I familiari hanno diritto al mantenimento in rapporto alle condizioni economiche della famiglia, alla partecipazione agli utili (non alle perdite in quanto non c'è l'alea), ai beni acquistati con gli utili, e agli incrementi dell'azienda. I creditori personali dei familiari non possono pignorare i beni dell'impresa né espropriare la loro quota. Il pignoramento potrà avvenire esclusivamente sugli utili corrisposti.
I familiari deliberando a maggioranza (con voto per teste e non per quote) decidono sull'impiego degli utili e degli incrementi nonché degli atti eccedenti l'ordinaria amministrazione, gli indirizzi produttivi e la cessazione dell'impresa. Sono cause di perdita della quota di partecipazione la morte, il recesso (se manca la giusta causa obbliga la parte a risarcire il danno), la cessazione del rapporto familiare, impossibilità sopravvenuta a prestare il proprio lavoro, l'esclusione deliberata dalla maggioranza dei membri.
Il familiare non può cedere la sua partecipazione ad estranei, essa è trasferibile solo a favore degli altri membri della famiglia nucleare e con il consenso unanime dei familiari già partecipanti (fonte: art. 230 bis codice civile). 
Alla cessazione dell'attività lavorativa per qualsiasi motivo (tranne la cessione a un familiare), e in caso di alienazione dell'azienda senza che il familiare eserciti la prelazione, ha diritto ad esser liquidato in denaro e il pagamento può avvenire in più annualità. In caso di divisione ereditaria o di trasferimento d'azienda i partecipi hanno diritto di prelazione sull'azienda.

## Trattamento fiscale
La materia è trattata dall'art. 5 comma 4 del TUIR, nel quale è stabilito che la partecipazione complessiva agli utili da parte dei familiari, non può eccedere il 49% dell'ammontare del reddito d'impresa risultante dalla dichiarazione dei redditi del titolare. Per essere sottoposti a tale regime è richiesto che:
- l'impresa familiare sia stata costituita mediante atto pubblico o scrittura privata autenticata almeno nell'anno precedente a quello della dichiarazione dei redditi,
- nella dichiarazione dei redditi dell'imprenditore vi sia l'indicazione delle quote di partecipazione agli utili spettanti ai familiari ed una attestazione del fatto che queste quote sono commisurate alla qualità e quantità del lavoro svolto
- che ogni familiare attesti, nella propria dichiarazione dei redditi, di aver prestato la sua attività di lavoro nell'impresa in modo continuativo e prevalente.

Nella dichiarazione dei redditi dei familiari questo reddito figura fra i redditi di partecipazione.
Sempre ai fini delle imposte dirette, anche le eventuali plusvalenze derivanti dalla cessione dell'impresa familiare devono essere ripartite tra il titolare e i familiari.
Nel caso di recesso di un collaboratore familiare dall'impresa, la somma liquidatagli, corrispondente a plusvalenze ed incremento del valore di avviamento tra l'inizio e la fine della sua collaborazione, non è tassabile in capo allo stesso, ma contestualmente non può essere dedotta dal reddito imponibile dell'impresa.